# 南普蒂
南普蒂（法語：Nampty）是法国皮卡第大区索姆省的一个市镇，属于亚眠区孔蒂县。该市镇2009年时的人口为289人。

## 人口
南普蒂人口变化图示
| 数据来源：INSEE |